# Échelle internationale des événements nucléaires
Pour les articles homonymes, voir INES.
L'échelle internationale des événements nucléaires et radiologiques, dite échelle INES (acronyme de l'anglais International nuclear event scale), classe les événements nucléaires civils selon leurs risques radiologiques. Elle est un outil de communication conçu pour faciliter l'information du public et des médias.
Les événements ayant une importance sur la sûreté sont classés sur l’échelle selon sept niveaux : un incident nucléaire est classé de 1 à 3, et un accident nucléaire de niveau 4 à 7, en fonction de la gravité et des conséquences sur les personnes et sur l'environnement. Cette échelle est logarithmique, c'est-à-dire qu'elle a été conçue pour que la gravité d'un événement augmente d'un facteur dix entre deux niveaux, jusqu’au dernier niveau. Les événements n’ayant aucune importance sur la sûreté sont classés en dessous de l’échelle, au niveau zéro,.
Élaborée conjointement par l’Agence internationale de l'énergie atomique et l’Agence pour l'énergie nucléaire en 1990 à la suite de la catastrophe nucléaire de Tchernobyl, et mise en application au niveau international en 1991, et en France en 1994, l’INES est maintenant appliquée par environ 70 pays.

Échelle internationale des événements nucléaires.

## Définition des niveaux de gravité
Les événements signalés sont analysés en fonction de leurs conséquences, selon trois « zones d’incidences » :
- défaillances de la défense en profondeur (sans nécessairement de conséquence matérielle ou humaine) ;
- incidences sur le site (matérielle ou humaine), mais sans incidence extérieure ;
- incidences hors du site, sur les personnes ou les biens.

Un événement qui a des conséquences sur plusieurs zones est classé au niveau le plus haut identifié.
Les événements de niveaux 1 à 3 (qui sont par définition sans conséquence significative sur les populations et l'environnement) sont qualifiés du terme « incidents » ; ceux des niveaux supérieurs (4 à 7) sont qualifiés du terme « accidents ».
Le septième et dernier niveau, correspondant aux accidents de gravité majeure n'a été attribué que deux fois : en 1986 pour la catastrophe nucléaire de Tchernobyl et en 2011 pour l'accident nucléaire de Fukushima.
| Type                                                                  | INES | Incidence hors site                                                                        | Incidence sur site                                                                                         | Dégradation de la défense en profondeur                                |
| --------------------------------------------------------------------- | ---- | ------------------------------------------------------------------------------------------ | --- | ---------------------------------------------------------------------- |
| Accident majeur                                                       | 7    | Rejet majeur : effet étendu sur la santé et l'environnement.                               | Endommagement grave du réacteur ou des barrières radiologiques.                                            | Perte des défenses et contamination.                                   |
| Accident grave                                                        | 6    | Rejet important susceptible d'exiger l'application intégrale des contre-mesures prévues.   | Endommagement grave du réacteur ou des barrières radiologiques.                                            | Perte des défenses et contamination.                                   |
| Accident (entraînant un risque hors du site)                          | 5    | Rejet limité susceptible d'exiger l'application partielle des contre-mesures prévues.      | Endommagement grave du réacteur ou des barrières radiologiques.                                            | Perte des défenses et contamination.                                   |
| Accident (n'entraînant pas de risque important à l'extérieur du site) | 4    | Rejet mineur : exposition du public de l'ordre des limites prescrites.                     | Endommagement important du réacteur ou des barrières radiologiques, ou exposition létale d'un travailleur. | Perte des défenses et contamination.                                   |
| Incident grave                                                        | 3    | Très faible rejet : exposition du public représentant une fraction des limites prescrites. | Contamination grave ou effets aigus sur la santé d'un travailleur.                                         | Accident évité de peu. Perte des lignes de défense.                    |
| Incident                                                              | 2    | Pas de conséquence.                                                                        | Contamination importante ou surexposition d'un travailleur.                                                | Incident assorti de défaillance importante des dispositions de sûreté. |
| Anomalie                                                              | 1    | Pas de conséquence.                                                                        | Pas de conséquence.                                                                                        | Anomalie sortant du régime de fonctionnement autorisé.                 |
| Écart                                                                 | 0    | Anomalie sans importance du point de vue de la sûreté.                                     | Anomalie sans importance du point de vue de la sûreté.                                                     | Anomalie sans importance du point de vue de la sûreté.                 |

## Exemples de niveau de gravité
Note : cette liste ne prétend pas être exhaustive.
| Type INES | Année | Lieu                            | Cas |
| --------- | ----- | ------------------------------- | --- |
| 7         | 1986  | Drapeau de l'URSS               | Catastrophe nucléaire de Tchernobyl en URSS. |
| 7         | 2011  | Drapeau du Japon                | Accident nucléaire de Fukushima au Japon. |
| 6         | 1957  | Drapeau de l'URSS               | Catastrophe nucléaire de Kychtym en URSS. |
| 5         | 1987  | Drapeau du Brésil               | Accident nucléaire de Goiânia au Brésil. |
| 5         | 1979  | Drapeau des États-Unis          | Accident nucléaire de Three Mile Island aux États-Unis. |
| 5         | 1957  | Drapeau du Royaume-Uni          | Incendie à la centrale de Windscale, depuis renommée Sellafield, au Royaume-Uni. |
| 5         | 1952  | Drapeau du Canada               | Accident aux laboratoires nucléaires de Chalk River au Canada. |
| 4         | 2006  | Drapeau de la Belgique          | Accident à Fleurus en Belgique. |
| 4         | 1999  | Drapeau du Japon                | Accident de criticité de Tōkai-mura au Japon. |
| 4         | 1980  | Drapeau de la France            | Endommagement d'un cœur de la Centrale nucléaire de Saint-Laurent-A2 en France. |
| 4         | 1969  | Drapeau de la France            | Fusion de 50 kg d'uranium de la Centrale nucléaire de Saint-Laurent-A1 en France lors du chargement (17 octobre). |
| 4         | 1969  | Drapeau de la Suisse            | Fusion d'un élément combustible du réacteur nucléaire de Lucens en Suisse (21 janvier 1969). |
| 3         | 2013  | Drapeau du Japon                | Fuite de 300 tonnes d'eau radioactive à la centrale de Fukushima. |
| 3         | 2008  | Drapeau de la Belgique          | Fuite à l'Institut national des radioéléments de Fleurus en Belgique (25 août 2008). |
| 3         | 2005  | Drapeau du Royaume-Uni          | Fuite nucléaire à Sellafield (ex-Windscale) au Royaume-Uni. |
| 3         | 2008  | Drapeau de la France            | Exposition d'un travailleur à une source radioactive à l'ONERA à Toulouse (18 mars 2008),. |
| 3         | 2002  | Drapeau de la France            | Fuite radioactive d'un fût expédié de Suède et transitant par Roissy (27 décembre 2001). |
| 3         | 1991  | Drapeau de la France            | Accident nucléaire de Forbach (Moselle) : trois employés intérimaires pénètrent dans un accélérateur industriel en fonctionnement et sont fortement irradiés. |
| 3         | 1989  | Drapeau de la France            | Erreur de vis dans le montage du système de commande des soupapes de protection contre les surpressions du circuit primaire à Gravelines. |
| 3         | 1989  | Drapeau de l'Espagne            | Un incendie se déclare dans la salle des turbines de la centrale nucléaire de Vandellòs, qui provoque indirectement une inondation et endommage différents systèmes, dont celui de réfrigération du réacteur. Le gouvernement espagnol décide de fermer définitivement le réacteur en novembre 1992. |
| 3         | 1981  | Drapeau de la France            | Incendie d'un silo à La Hague (6 janvier 1981). |
| 3         | 1975  | Drapeau de l'Allemagne de l'Est | Accident de la centrale nucléaire est-allemande de Greifswald : un court-circuit produit par une intervention humaine entraîne l'arrêt de cinq des six pompes du réacteur et un début d'incendie. |
| 2         | 1999  | Drapeau de la France            | Inondation de la centrale nucléaire du Blayais en 1999 |

## Information du public
| Niveau | Information prévue en France | Fréquence en France         |
| ------ | --- | --------------------------- |
| 2      | Les incidents de niveau 2 et au-dessus sont publiés et, de plus, signalés à l’attention des journalistes par envoi de communiqués de presse et contacts téléphoniques.                                                                     | Quelques cas par an.        |
| 1      | Toutes les anomalies classées au niveau 1 font systématiquement l’objet d'un communiqué de presse de la part de l'exploitant et d’une information publiée sur le site Internet de l’Autorité de sûreté nucléaire.                          | Une centaine de cas par an. |
| 0      | Les écarts de niveau 0 sont systématiquement déclarés par l'exploitant à l'ASN. Ils ne sont pas systématiquement rendus publics par l’ASN. Ils peuvent faire l’objet d’une publication s’ils présentent un intérêt médiatique particulier. | Un millier de cas par an.   |

## Comparaison mondiale de l'utilisation d'INES
En France, plusieurs centaines d’événements sont classés chaque année au niveau 0 (ils concernent des écarts par rapport au fonctionnement normal des installations, à l’utilisation normale des sources radioactives ou au déroulement normal des transports), une centaine environ d’événements sont classés chaque année au niveau 1 (il s’agit d’anomalies, de sorties du régime de fonctionnement autorisé des installations, de l’utilisation anormale de sources radioactives ou du déroulement anormal de transports en raison de défaillances de matériel, d’erreurs humaines ou d’insuffisances dans l’application des procédures). Depuis 1986, moins d’une centaine ont été classés au niveau 2. Plusieurs événements ont été classés au niveau 3 (1981 à La Hague, 1989 à la centrale de Gravelines, 1991 à Forbach, 2002 à Roissy, 2008 à Toulouse,,) et deux au niveau 4 (centrale de Saint-Laurent-des-Eaux A en 1969 et en 1980).
Depuis 1991, l’Allemagne a déclaré plus de 2 200 événements au niveau 0 ou hors échelle, alors que 72 événements étaient classés au niveau 1 ou au-dessus.
Au cours de la même période, la Commission de réglementation nucléaire des États-Unis (Nuclear Regulatory Commission, NRC) des États-Unis a déclaré à l’Agence internationale de l'énergie atomique et classé sur l’échelle INES 22 événements, dont six hors échelle, sept au niveau 2 et un au niveau 3.

## Limites et critiques
L'échelle INES est un outil de communication destiné à « faciliter la perception par les médias et le public de l’importance des incidents et des accidents nucléaires » selon l'autorité de sûreté nucléaire (ASN). Le nombre d'incidents déclarés ne constitue pas un outil d'évaluation de sûreté et ne peut servir de base ni à des comparaisons internationales, ni des projections.
La gravité d'un événement augmente d'un ordre de grandeur entre deux niveaux. L'échelon 7, le niveau maximum, a été attribué à l'accident nucléaire de Tchernobyl de 1986, qui a eu un impact très étendu à la fois sur la population et sur l'environnement, ainsi qu’à l’accident nucléaire de Fukushima par le volume important des rejets radioactifs. L'échelle a été conçue pour distinguer les événements moins graves et plus localisés de ces accidents classés comme majeurs.
Selon le Réseau Sortir du nucléaire, qui regroupe des associations françaises antinucléaires, l'échelle INES reposerait trop sur une appréciation subjective et s’appliquerait différemment selon divers critères d’appréciation[source secondaire souhaitée].